# Podział administracyjny Polski (1944–1975)
Podział administracyjny Polski w latach 1944–1975 – podział administracyjny Polski i jego zmiany w okresie od zakończenia okupacji niemieckiej na przełomie lat 1944/1945 do 31 maja 1975.

## 1944–1950
Powojenne granice Polski zostały ustalone na konferencjach wielkiej trójki w Teheranie (1943), Jałcie i Poczdamie (1945). Na żądanie przywódcy ZSRR Józefa Stalina wschodnią granicę Polski wytyczono wzdłuż linii Curzona. W zamian Polska otrzymała obszar Niemiec na wschód od Odry i Nysy Łużyckiej (z wyjątkiem części Prus Wschodnich przekazanej ZSRR), określany mianem Ziem Odzyskanych.
Powołany 22 lipca 1944 Polski Komitet Wyzwolenia Narodowego dekretem z dnia 21 sierpnia tegoż roku zniósł wprowadzoną przez okupanta strukturę administracyjną, przywracając przedwojenny podział administracyjny Polski.
Jesienią 1944 z województwa łódzkiego wydzielono miasto Łódź jako województwo miejskie. W marcu 1945 Ziemie Odzyskane podzielono wstępnie na 4 okręgi administracyjne: Śląsk Opolski, Dolny Śląsk, Pomorze Zachodnie i okręg mazurski. W tym samym czasie z obszaru Wolnego Miasta Gdańska i 6 powiatów przedwojennego województwa pomorskiego utworzono województwo gdańskie. W maju 1945 zniesiono autonomię województwa śląskiego. W sierpniu 1945 z pozostałej w Polsce części województwa lwowskiego i 4 powiatów województwa krakowskiego utworzono województwo rzeszowskie. Z dniem 28 czerwca 1946 obszar Ziem Odzyskanych włączono do zasadniczego podziału terytorialnego państwa, tworząc województwa szczecińskie, olsztyńskie i wrocławskie oraz włączając część powiatów do województw białostockiego, gdańskiego, poznańskiego i śląskiego. Polska dzieliła się odtąd na 14 województw i 2 miasta wydzielone (Warszawa i Łódź).
| Województwo     | Powierzchnia (km²) | Liczba ludności 14 II 1946 | Liczba ludności 14 II 1946 | Powiaty | Powiaty        | Miasta | Gminy |
| Województwo     | Powierzchnia (km²) | ogółem                     | na km²                     | ogółem  | w tym miejskie | Miasta | Gminy |
| --------------- | ------------------ | -------------------------- | -------------------------- | ------- | -------------- | ------ | ----- |
| białostockie    | 22 552             | 917 563                    | 41                         | 12      | 1              | 30     | 128   |
| gdańskie        | 10 725             | 732 150                    | 68                         | 13      | 2              | 24     | 111   |
| kieleckie       | 18 053             | 1 717 303                  | 95                         | 13      | 2              | 27     | 213   |
| krakowskie      | 15 918             | 2 133 389                  | 134                        | 16      | 1              | 43     | 189   |
| lubelskie       | 27 742             | 1 889 650                  | 68                         | 16      | 1              | 27     | 237   |
| łódzkie         | 20 234             | 1 772 420                  | 88                         | 14      | 0              | 38     | 232   |
| Łódź miasto     | 212                | 496 929                    | 2344                       | 0       | 0              | 1      | nd.   |
| olsztyńskie     | 19 319             | 351 828                    | 18                         | 18      | 1              | 30     | 142   |
| pomorskie       | 20 029             | 1 406 493                  | 70                         | 22      | 4              | 52     | 185   |
| poznańskie      | 39 244             | 2 422 113                  | 62                         | 42      | 2              | 131    | 340   |
| rzeszowskie     | 18 201             | 1 535 400                  | 84                         | 17      | 0              | 39     | 155   |
| szczecińskie    | 30 252             | 892 567                    | 30                         | 25      | 1              | 74     | 230   |
| śląskie         | 15 369             | 2 823 351                  | 184                        | 29      | 6              | 57     | 295   |
| Warszawa miasto | 141                | 478 755                    | 3396                       | 6       | 6              | 1      | nd.   |
| warszawskie     | 28 999             | 2 114 415                  | 73                         | 21      | 0              | 47     | 273   |
| wrocławskie     | 24 740             | 1 941 149                  | 78                         | 35      | 2              | 82     | 276   |
| Polska          | 311 730            | 23 929 757                 | 77                         | 299     | 29             | 703    | 3006  |

## 1950–1956
Kolejna reforma administracyjna nastąpiła z dniem 6 lipca 1950. Utworzono wówczas województwa koszalińskie, opolskie i zielonogórskie, podnosząc liczbę jednostek stopnia wojewódzkiego do 19. Jednocześnie przemianowano województwo pomorskie na bydgoskie, a śląskie na katowickie.
W 1951 po raz ostatni uległy zmianie granice Polski. Polska odstąpiła ZSRR rejon w widłach Bugu i Sołokiji ze złożami węgla kamiennego, otrzymując w zamian rejon Ustrzyk Dolnych.
Jesienią 1954 (29 września) przeprowadzono reformę podstawowego szczebla administracji, zastępując gminy gromadami i wprowadzając pośrednią między miastami a wsią kategorię osiedli.
| Województwo     | Powierzchnia (km²) | Liczba ludności 31 XII 1956 | Liczba ludności 31 XII 1956 |
| Województwo     | Powierzchnia (km²) | ogółem (tys.)               | na km²                      |
| --------------- | ------------------ | --------------------------- | --------------------------- |
| białostockie    | 23 168             | 1059                        | 46                          |
| bydgoskie       | 20 765             | 1611                        | 78                          |
| gdańskie        | 10 917             | 1126                        | 103                         |
| katowickie      | 9484               | 3096                        | 326                         |
| kieleckie       | 19 382             | 1786                        | 92                          |
| koszalińskie    | 17 914             | 648                         | 36                          |
| krakowskie      | 15 550             | 2417                        | 155                         |
| lubelskie       | 24 869             | 1744                        | 70                          |
| łódzkie         | 17 176             | 1586                        | 92                          |
| Łódź miasto     | 212                | 682                         | 3216                        |
| olsztyńskie     | 20 986             | 839                         | 40                          |
| opolskie        | 9509               | 896                         | 94                          |
| poznańskie      | 26 964             | 2298                        | 85                          |
| rzeszowskie     | 18 685             | 1565                        | 84                          |
| szczecińskie    | 12 737             | 683                         | 54                          |
| Warszawa miasto | 427                | 1023                        | 2395                        |
| warszawskie     | 29 421             | 2278                        | 77                          |
| wrocławskie     | 19 046             | 2028                        | 107                         |
| zielonogórskie  | 14 518             | 705                         | 49                          |
| Polska          | 311 730            | 28 070                      | 90                          |

## 1957–1975

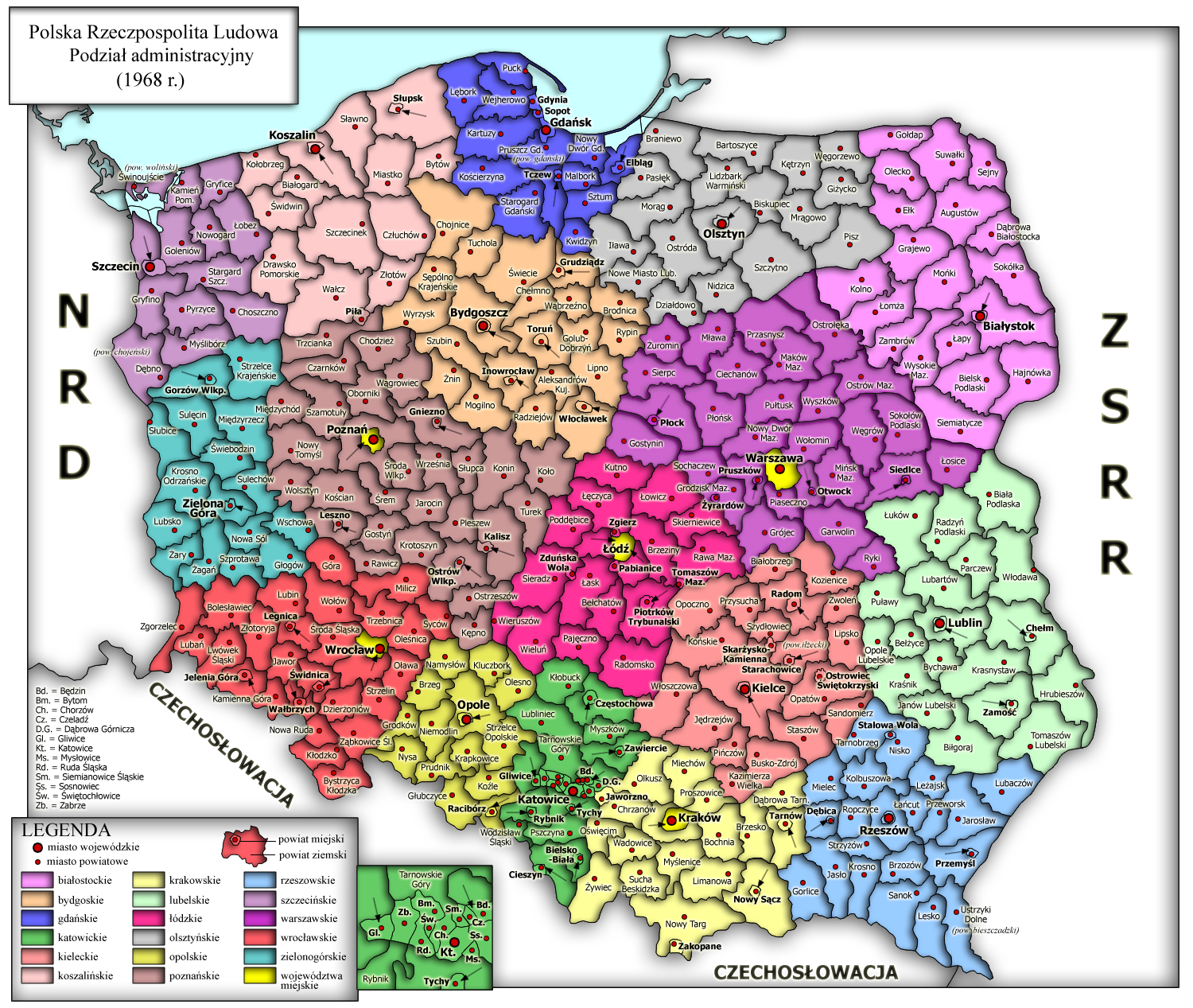
Podział administracyjny w 1968 roku

1 stycznia 1957 miasta Kraków, Poznań i Wrocław wydzielono z województw, tym samym liczba jednostek administracyjnych najwyższego szczebla wzrosła do 22.
| Województwo       | Powierzchnia (km²) | Liczba ludności według NSP 8 XII 1970 | Liczba ludności według NSP 8 XII 1970 |
| Województwo       | Powierzchnia (km²) | ogółem                                | na km²                                |
| ----------------- | ------------------ | ------------------------------------- | ------------------------------------- |
| białostockie      | 23 153             | 1 175 760                             | 51                                    |
| bydgoskie         | 20 892             | 1 913 184                             | 92                                    |
| gdańskie          | 11 036             | 1 467 755                             | 133                                   |
| katowickie        | 9550               | 3 697 515                             | 387                                   |
| kieleckie         | 19 512             | 1 890 509                             | 97                                    |
| koszalińskie      | 18 104             | 795 392                               | 44                                    |
| krakowskie        | 15 355             | 2 182 271                             | 142                                   |
| Kraków (miasto)   | 230                | 588 033                               | 2556                                  |
| lubelskie         | 24 876             | 1 925 537                             | 77                                    |
| łódzkie           | 17 097             | 1 669 735                             | 98                                    |
| Łódź (miasto)     | 214                | 762 454                               | 3558                                  |
| olsztyńskie       | 21 064             | 979 204                               | 46                                    |
| opolskie          | 9554               | 1 058 435                             | 111                                   |
| Poznań (miasto)   | 220                | 471 367                               | 2147                                  |
| poznańskie        | 26 849             | 2 191 501                             | 82                                    |
| rzeszowskie       | 18 637             | 1 757 460                             | 94                                    |
| szczecińskie      | 12 754             | 898 345                               | 70                                    |
| Warszawa (miasto) | 446                | 1 314 892                             | 2949                                  |
| warszawskie       | 29 410             | 2 517 940                             | 86                                    |
| Wrocław (miasto)  | 229                | 525 612                               | 2299                                  |
| wrocławskie       | 18 919             | 1 975 603                             | 104                                   |
| zielonogórskie    | 14 576             | 883 766                               | 61                                    |
| Polska            | 312 677            | 32 642 270                            | 104                                   |

Z początkiem 1973 zniesiono gromady i osiedla oraz przywrócono gminy.
1 czerwca 1975 weszła w życie reforma podziału administracyjnego – utworzono 49 województw, a powiaty zostały zniesione.